# یاغی‌ها (فیلم ۲۰۲۲)
یاغی‌ها (به انگلیسی: Renegades) یک فیلم اکشن، دلهره‌آور و جنایی به کارگردانی و تدوین دنیل زیریلی با بازی نیک موران، لی میجرز، ایان اوگلوی، پتسی کنسیت و دنی ترخو محصول سال ۲۰۲۲ سینمای بریتانیا است.

## داستان
هنگامی که یک سرباز بازنشسته سبز کلاه توسط یک باند بین‌المللی مواد مخدر در لندن به قتل می‌رسد، چهار نفر از رفقای کهنه کارش در سرویس هوایی ویژه تصمیم می‌گیرند تا از او انتقام بگیرند و عدالت خود را در خیابان‌های لندن اجرا کنند.

## تولید
این فیلم با پایان فیلمبرداری در اکتبر ۲۰۲۱ در لندن فیلمبرداری شد. سازندگان فیلم‌های هری براون و غازهای وحشی را به عنوان تأثیرگذار بر فیلم توصیف کردند.

## انتشار فیلم
این فیلم برای پخش در ۱ اکتبر ۲۰۲۲ در بریتانیا منتشر شد.